# Bezirk Tournai
Der Bezirk Tournai war bis am 31. Dezember 2018 einer von sieben Bezirken (Arrondissements) in der belgischen Provinz Hennegau. Er umfasste eine Fläche von 607,52 km² mit 225.839 Einwohnern (Stand: 1. Januar 2024) in zehn Gemeinden. 
Der Gerichtsbezirk Tournai umfasste neben seinen administrativen Gemeinden außerdem die Gemeinde Lessines des Bezirks Soignies, die beiden Gemeinden Comines-Warneton und Mouscron des Bezirks Mouscron sowie alle Gemeinden des Bezirks Ath mit Ausnahme von Brugelette und Chièvres.
Der Bezirk Tournai fusionierte mit dem Bezirk Mouscron zum neuen Bezirk Tournai-Mouscron.

## Gemeinden im Bezirk Tournai
| - Antoing - Brunehaut - Celles - Estaimpuis - Leuze-en-Hainaut | - Mont-de-l’Enclus - Pecq - Péruwelz - Rumes - Tournai |